# Hélène Surgère
Hélène Surgère est une actrice française, née le 20 octobre 1928 à Caudéran (Gironde) et morte le 26 mars 2011 dans le 12e arrondissement de Paris.

## Biographie
Paul Vecchiali fait d'elle, dès 1965, sa comédienne fétiche et sa muse, notamment dans Les ruses du diable, l'Etrangleur, Femmes femmes, Change pas de main, C'est la vie !, En haut des marches.
Le 24 mars 2010, à 81 ans, Hélène Surgère est nommée pensionnaire de la Comédie-Française. Elle y interprète notamment le rôle de la nourrice, Anfissa, dans Les Trois Sœurs de Tchekhov mises en scène par Alain Françon de mai 2010 à mars 2011.
Elle meurt à Paris dans la nuit du 26 mars 2011,, à l'âge de 82 ans. Elle est crématisée au Père-Lachaise.

## Filmographie

### Cinéma

#### Longs métrages
- 1965 : Les Ruses du diable de Paul Vecchiali : La femme du psychiatre
- 1972 : L'Étrangleur de Paul Vecchiali : Héléne
- 1974 : Femmes Femmes de Paul Vecchiali : Hélène
- 1975 : Souvenirs d'en France d'André Téchiné : Lucie Pedret
- 1975 : Change pas de main de Paul Vecchiali : Françoise Bourgeois
- 1976 : Salò ou les 120 Journées de Sodome (Salò o le centoventi giornate di Sodoma) de Pier Paolo Pasolini : Signora Vaccari
- 1976 : Barocco d'André Téchiné : Antoinette
- 1976 : Les Loulous de Patrick Cabouat : La mère de Ben
- 1977 : L'Aigle et la Colombe de Claude Bernard-Aubert : Lily
- 1977 : La Machine de Paul Vecchiali : Une psychiatre
- 1978 : Corps à cœur de Paul Vecchiali : Jeanne-Michèle
- 1979 : Les Belles Manières de Jean-Claude Guiguet : Hélène Courtray
- 1979 : Les Sœurs Brontë d'André Téchiné : Madame Robinson
- 1980 : Cauchemar de Noël Simsolo : Barbra
- 1980 : C'est la vie de Paul Vecchiali : Mme Delordre
- 1980 : La Femme enfant de Raphaële Billetdoux : Lucienne
- 1983 : En haut des marches de Paul Vecchiali : Suzanne
- 1983 : Un chien dans un jeu de quilles de Bernard Guillou : Rose
- 1983 : Le Retour de Christophe Colon de Jean-Pierre Saire : Mélina Grisval
- 1984 : L'Air du crime d'Alain Klarer : Elena
- 1986 : Zone rouge de  Robert Enrico : La mère de Claire
- 1986 : Attention bandits ! de  Claude Lelouch
- 1988 : Trois Places pour le 26 de Jacques Demy : La libraire
- 1989 : Australia de Jean-Jacques Andrien : Odette Pierson
- 1990 : Je t'ai dans la peau de Jean-Pierre Thorn : Superiorin
- 1990 : La Fille du magicien de Claudine Bories : Velia
- 1991 : Dieu vomit les tièdes de Robert Guédiguian : La mère de Cochise
- 1992 : Un vampire au paradis d'Abdelkrim Bahloul : Nanou
- 1993 : La Cavale des fous de Marco Pico : Edith Juillet
- 1997 : Le Pari de Didier Bourdon et Bernard Campan : Mme Ramirez
- 1998 : À la place du cœur de Robert Guédiguian : La marchande
- 1999 : Le Temps retrouvé de Raoul Ruiz : Françoise
- 2000 : Lise et André de Denis Dercourt : La mère de Lisa
- 2000 : L'Affaire Marcorelle de Serge Le Péron : Mlle Pingaux
- 2002 : Ma vraie vie à Rouen d'Olivier Ducastel et Jacques Martineau : La grand-mère
- 2003 : Ce jour-là de Raoul Ruiz : Bernadette
- 2003 : Le Divorce de James Ivory : Une vendeuse en lingerie
- 2004 : Confidences trop intimes de Patrice Leconte : Mme Mulon
- 2004 : À vot' bon cœur de Paul Vecchiali : La concierge
- 2006 : Demandez la permission aux enfants ! d'Éric Civanyan : Bonne Maman
- 2007 : Ensemble, c'est tout de Claude Berri : Yvonne
- 2010 : Les Gens d'en-bas de Paul Vecchiali

#### Courts métrages
- 1973 : La Ligne de Sceaux de Jean-Paul Török : La mère
- 1979 : Ferdinand de Dominique Maillet
- 1985 : Morphée de Bruno Chiche
- 1996 : Abel de Philippe-Emmanuel Sorlin
- 1998 : La Réserve de Pascale Breton : La cliente

### Télévision
- 1967 : Deslouettes père et fils d'Arlen Papazian et Claude Robrini (Série TV)
- 1967 : Rue barrée d'André Versini (Série TV) : Mme Ballin
- 1974 : Nans le berger de Bernard Roland (Série TV)  Mme Aiguier
- 1976 : Les Mystères de New York de Jaime Jaimon (Série TV) : Mme Symmons
- 1977 : L'inspecteur mène l'enquête (Série TV)
- 1978 : Aurélien de Michel Favart (Série TV) : Mary de Perseval
- 1981 : Les Héritiers de Roger Pigaut (Série TV) : Mme Charpentier
- 1981 : L'Homme de Hambourg de Jean-Roger Cadet (Téléfilm) : Mme Simpthon
- 1982 : Deuil en vingt-quatre heures de Frank Cassenti (Série TV) : Mme Carvin
- 1982 : Le Chef de famille de Nina Companeez (Série TV) : Marie-Claire
- 1984 : Série noire de Paul Vecchiali (Série TV) : Nella (épisode "Cœur de hareng" diffusé le 26 mai 1984)
- 1986 : Marie Love de Jean-Pierre Richard (Téléfilm) : Marthe
- 1987 : La Maison piège de Michel Favart (Téléfilm) : Mme Carrera
- 1987 : Les Fortifs de Marco Pico (Téléfilm) : Blanche
- 1990 : L'Ami Giono de Marcel Bluwal (Série TV) : Madame de Sceez
- 1991-1992 : Seulement par jour: Jo (La Moglie nella cornice) de Philippe Monnier (Série TV) : Dr. Chenot
- 1993 : Monologues de Romain Goupil (Série TV) : La mère
- 1996 : La Vie avant tout de Miguel Courtois (Téléfilm) : Nane
- 1996 : Maigret : Maigret tend un piège de Juraj Herz (Série TV) : Mme Moncin
- 1997 : Parfum de famille de Serge Moati  (Téléfilm) : Fabienne
- 1998 : Wij Alexander (Série TV) : La propriétaire de l'hôtel
- 2002 : Les Filles du calendrier de Philippe Venault et Jean-Pierre Vergne (Téléfilm) : Fanny
- 2002 : Boulevard du Palais de Renaud Bertrand (Série TV) : Iris Leval
- 2002 : Fred et son orchestre de Michaëla Watteaux (Série TV) : Mme Arnal
- 2004 : Les Filles du calendrier sur scène de Jean-Pierre Vergne (Téléfilm) : Fanny
- 2006 : Petits Secrets et Gros Mensonges de Laurence Katrian (Téléfilm) : Marguerite
- 2007 : Sœur Thérèse.com : Une affaire de cœur de René Manzor (Série TV) : Soeur Bernadette
- 2010 : Profilage (Série TV) : Madame Verdier
- 2010 : Les Bleus : Premiers pas dans la police (Série TV) : Madame Chambard

## Théâtre
- 1961 : L'Éternité des fous de Jean d'Anna
- 1962 : À notre âge on a besoin d'amour de Jean Savy, mise en scène René Dupuy, Théâtre de l'Alliance française
- 1964 : Une saga de Hjalmar Bergman, mise en scène Daniel Postal, Théâtre de Plaisance
- 1965 : Les Eaux et Forêts de Marguerite Duras, mise en scène Yves Brainville, Théâtre Mouffetard, Studio des Champs-Elysées
- 1974 : Qui rapportera ces paroles ? de Charlotte Delbo, mise en scène François Darbon, Cyrano-Théâtre
- 1979 : Vous ne trouvez pas que ça sent la guerre ? de Noël Simsolo et Paul Vecchiali, mise en scène Christian Rauth, Festival d'Avignon
- 1981 : Lotte à Weimar de Thomas Mann, mise en scène Jean-Claude Berutti, Théâtre de la Cité internationale
- 1982 : Spaghetti bolognese de Tilly, mise en scène Michel Hermon, théâtre Gérard-Philipe
- 1984 : Revoir la mer de Jean-Pierre Thibaudat, mise en scène Paul Vecchiali, Petit Odéon
- 1985 : Hélène 1927 de Mona Thomas, mise en scène Hélène Surgère, Studio des Mathurins
- 1986 : Cher vieux troubadour de George Sand d'après la correspondance avec Gustave Flaubert, mise en scène France Darry, théâtre de l'Athénée-Louis-Jouvet
- 1987 : Y'a bon Bamboula de Tilly, mise en scène de l'auteur, Festival d'Avignon, théâtre Paris-Villette
- 1988 : Music-hall de Jean-Luc Lagarce, mise en scène de l'auteur, théâtre de l'Espace de Planoise à Besançon
- 1989 : Music-hall de Jean-Luc Lagarce, mise en scène de l'auteur, Jardin d'Hiver Paris
- 1990 : Music-hall de Jean-Luc Lagarce, mise en scène de l'auteur, Théâtre Ouvert
- 1991 : Roberto Zucco de Bernard-Marie Koltès, mise en scène Bruno Boëglin, TNP Villeurbanne, théâtre de la Ville
- 1992 : Nocturne à Nohant de Dominique Paquet d'après George Sand, mise en scène Hervé Van Der Meulen, théâtre des Mathurins
- 1999 : Trois femmes de Catherine Anne, mise en scène de l'auteur, Théâtre de la Tempête
- 1999 : Hudson River Un désir d'exil de Daniel Besnehard, mise en scène Claude Yersin, Nouveau théâtre d'Angers, Les Gémeaux
- 2004 : Ivanov d'Anton Tchekhov, mise en scène Alain Françon, Théâtre national de la Colline, TNP Villeurbanne
- 2005 : Le Caïman d'Antoine Rault, mise en scène Hans Peter Cloos, Théâtre Montparnasse
- 2008 : Clérambard de Marcel Aymé, mise en scène Nicolas Briançon, Théâtre Hébertot
- 2009 : Vaches noires de Daniel Besnehard, mise en scène Christophe Lemaître, Nouveau théâtre d'Angers
- 2010 : Les Trois Sœurs d'Anton Tchekhov, mise en scène Alain Françon, Comédie-Française, Salle Richelieu
- 2010 : Les Femmes savantes de Molière, mise en scène Bruno Bayen, Comédie-Française, Théâtre du Vieux-Colombier
- 2011 : Les Trois Sœurs d'Anton Tchekhov, mise en scène Alain Françon, Comédie-Française, Salle Richelieu